# آمبر ليون
آمبر إيزابث ليون (بالإنگليزية: Amber Elizabeth Lyon) (وُلدت في 9 نوفمبر 1982) صُحُفِيَّة اِسْتِقْصَائِيَّة أمريكية. ذاع صيتها بسبب عملها في الاستقصاء عن انتهاكات حقوق الإنسان من قبل الحكومة البحرينية  ضد المتظاهرين أثناء الاحتجاجات البحرينية، وعن عُنف الشرطة ضد المتظاهرين في الولايات المتحدة.

## النشأة والتعليم
وُلدت آمبر ليون في دنڤر، كولورادو ونشأت في سينت لويس, ميزوري.
درست في كلية الصحافة في جامعة ميسوري وحصلت على درجة البكالوريوس في الصحافة المسموعة والمرئية.

## عملها
بعد تخرجها من جامعة ميزوري، بدأت ليون عملها في محطَّة KVOA في توسان بولاية أريزونا. في تشرين الأول / أكتوبر 2006، فازت ليون بجائزة إيمي الإقليمية، من قِبل قسم روكي ماونتن ساوثوست التابع للأكادمية الوطنية للفنون التلفزيونية والعلوم لعملها في القصة الخبرية المُسماة "Fantasy". شاركت آمبر الجائزة من مصور قناة KVOA الأعلى رتبة پال هانك في تشرين الأول / أكتوبر 2007 نالت آمبر الجائزة الإقليمية الثانية من نفس الفصل ل"أفضل موهبة على الكاميرا - التعيين الأساسي . بعدها بشهر، تركت ليون محطة KVOA لتأخذ دروسًا مكثفة في اللغة الإسپانية في كوستا ريكا وگواتيمالا. في تشرين الأول / أكتوبر 2008 حازت ليون مرة أخرى على جائزة إيمي لأفضل موهبة على الكاميرا. في يونيو 2010، بدأت العمل لدى سي إن إن، حيث حققت في في الاتجار الجنسي، التسرب النفطي في خليج المكسيك، وفريق القرصنة الجماعية المعروف باسم أنونِمس. تحقيقاتها ركزت على المشاكل الثقافية والاجتماعية للمظاهرات والثورات; بالإضافة إلى انتهاكات حقوق الإنسان؛ والاتجار الجنسس والقضايا البيئية.

### الربيع العربي عام 2011
في عام 2011، أرسلت CNN فريقًا مكونًا من أربعة أشخاص لتصوير فلم استقصائي عن استخدام وسائل التواصل الاجتماعية أثناء الربيع العربي في ثورات مصر وتونس والبحرين . وأُطلق على العمل النهائي اسم iRevolution: Online Warrioirs of the Arab Spring ، حيث تظهر فيه ليون كالمراسلة عبر الهواء. تم تكريم الفلم الوثائقي بالميدالية الذهبية في مهرجانات نيويورك الدولية التلفزيون والسينما 2012. ليون ومنتج الفيلم الوثائقي، تارين فكسل، رُشِّحا للمستوى النهائي لجائزة لڤنگستون 2011 للصحفيين الشباب لعملهم على الفيلم الوثائقي.
قبل الوصول إلى البحرين، قام طاقم CNN بإجراء الترتيبات من أجل الدعم والمساعدة في عملهم من قبل السكان المحليين لرحلتهم البالغ مدتها ثمانية أيام. تم ترتيب مقابلاتٍ مع عدة أشخاص كانوا قد عزموا على المشاركة في الفلم والتحدث عن الاحتجاجات الحالية والرغبة بتغيير الحكومة المحلية. أثناء استعدادهم للمقابلات وبعد وصولهم للبحرين، اكتشف طاقم القناة أن أغلبية الأشخاص الذي كانوا سيُجرون معهم المقابلات قد اختفوا أو رفضوا المشاركة بسبب خوفهم من انتقام الحكومة؛ وبالفعل فقد قامت حكومة البحرين بالانتقام من أولئك الذين شاركوا بالفلم بأفعال كمحاكمتهم بتهم جنائية، أو طردهم من وظائهم، أو حرق منازلهم.
الأشخاص الذين تم إجراء المقابلات معهم في الفلم شملوا أطباء ومرضى ومدنيين، وقد أروا ليون كيف تم تعذيبهم أثناء القمع المكثف للاحتجاجات، وكذلك بعد قيام قوات الأمن البحرينية بالإمساك بالمستشفى الرئيسي في البلد. ليون قامت أيضًا بالتحقيق في استخدام نظام البحرين الدوري للغاز المسيل للدموع لقمع المتظاهرين. وذكرت أنه في حين أن هذ الغاز كانت قد وافقت على استعماله الأمم المتحدة لإجراءات حفظ السلام، إلا أن استخدامه أدى إلى اختناق المتظاهرين. في المقابلات التي تلَت التقارير، صرحت ليون عن مخاوفها من آثار هذا الغاز طويلة الأجل على الشعب البحريني.
بعد التهرب من قوات الحكومة خلسة (كون الحكومة منعت دخول الصفحيين أثناء الثورة البحرينية) ودخول القرى خفيةً لتوثيق انتهاكات حقوق الإنسان في البحرين، تعرَّض طاقم الفيلم لموقف مضاد عندما كُشف أمرهم حيث اُحتجزوا تحت تهديد المدافع الرشاشة. ووفقًا لليون، في حين أن القوات البحرينية حاولت مصادرة وتدمير الفلم، إلا أنها ومنتجها تمكنا من إخفاء مقطع ڤيديو مهم اُستخدم في إنتاج الفلم.
الفيلم الوثائقي iRevolution أُنتج من قبل CNN و عُرض من قِبل CNN الأمريكية على الرغم من عدم بثه على شبكة CNN الدولية.
عملت ليون مع الصحافي گلين غرينوالد للتحقيق وكان خلاصة هذا التحقيق هو أن حكومة البحرين، فضلًا عن غيرها من الحكومات في جميع أنحاء العالم، يدفعون المال لـCNN لإظهار بلدانهم في ضوء إيجابي. في حين أن CNN الدولية نفت مزاعم ليون عن الرقابة ونفت ارتكابهم أية أعمال خاطئة، إلا أنهم أكدوا على أنهم يتلقون المال من مجلس التنمية الاقتصادية في البحرين من أجل الدعاية. رد سي إن إن الدولية اُنتقد ورُفض من قبل كل من ليون وگرينوالد لفشل القناة في الرد على جوهر ادعائاتهما.

### فضح تغطية قناة CNN لاحتجاجات البحرين من منصبها في القناة
في أيلول / سبتمبر 5, 2012 بمساعدة الصحافي گلين گرينوالد، كشفت ليون كشفت أن CNN الدولية لم تبث فلمها الوثائقي iRevolution الذين يتحدث عن انتفاضة البحرين. في مقال لگرينوالد في صحيفة الگارديان، قالت ليون أن سبب ذلك هو كون النظام البحريني من العملاء الذين يدعمون الشبكة ماليًّا. المقال يكشف أيضًا أن حكومة البحرين وغيرها من الحكومات في العالم يدفعون لـCNN مُقابل عرض دولهم في في ضوء إيجابي.

### سلام ومحبة ورذاذ فلفل
في تشرين الأول / أكتوبر 2013، قامت ليون بنشر كتاب تحت اسم: السلام والمحبة ورذاذ الفلفل (بالإنگليزية: Peace, Love, and Pepper Spray)، وهو مقال مصور عن الاحتجاجات في الولايات المتحدة.

## الأوسمة والجوائز
- 2006 – Emmy Award, Rocky Mountain Southwest Chapter: feature news report within 24 hours
- 2007 – Emmy Award, Rocky Mountain Southwest Chapter: best on-camera talent
- 2008 – Emmy Award, Rocky Mountain Southwest Chapter: best on-camera talent

## روابط خارجية
- آمبر ليون على موقع IMDb (الإنجليزية)
- آمبر ليون على موقع قاعدة بيانات الفيلم (الإنجليزية)